# Gypsyhook
Albums de Sonny
Bells
(2008) My Name Is Skrillex
(2010)
Singles
1. Mora
Sortie : 3 février 2009

Gypsyhook est la première sortie de Sonny Moore, et était son seul EP sous son nom, car il commença à utiliser le nom « Skrillex » sur les autres sorties. Il a été enregistré pendant l'été 2008 et a été mis en vente le 7 avril 2009. En décembre 2008, Sonny posta la liste des titres sur son Myspace. L'EP contient trois chansons, deux qu'il a postées en tant que maquettes, et quatre remixes. 海水 (Kai Sui) est une version japonaise de Mora (le titre traduit signifie « Eau d'océan »). Gypsyhook contient des samples d'une instrumentale précédemment enregistrée, intitulée Look Over at That ; Copaface2 contient des samples de Float It, et Mora contient des samples de I Know Who You are. Cet EP a été mis en vente digitalement seulement. Le clip officiel de Mora a été mis en ligne le 3 février 2009 et dirigé par Shawn Butcher.

## Liste des pistes
| No | Titre                            | Durée |
| -- | -------------------------------- | ----- |
| 1. | Gypsyhook                        | 4:19  |
| 2. | Mora                             | 3:37  |
| 3. | Copaface2                        | 4:12  |
| 4. | Gypsyhook ((Dmnday Remix))       | 4:29  |
| 5. | Mora ((The Toxic Avenger Remix)) | 5:19  |
| 6. | Mora ((Larztag Remix))           | 5:11  |
| 7. | Copaface2 ((Dan Sena Remix))     | 4:49  |
| 8. | Kai sui (海水 ; « Eau de mer »)  | 3:42  |
| 9. | Mora                             | 3:47  |

## Crédits
- Sonny Moore - voix, guitare, guitare basse, claviers, synthétiseurs, programmation, platines, boîte à rythmes, échantillonneurs, percussion, rythmes, séquenceur musical
- Sean Friday - batterie, boîte à rythmes, percussion, rythmes
- Noah Shain - production